# Parthénios III de Constantinople
 Parthénios III de Constantinople (en grec : Παρθένιος Γ΄) est patriarche de Constantinople de 1656 à 1657. Il est exécuté le 24 mars 1657, vénéré comme saint et comme martyr par l'Église orthodoxe et fêté le 24 mars.

## Biographie
Parthénios ou Parthène naît à Mytilène dans une famille très pieuse. Il est tonsuré moine très jeune et devient lecteur (anagnostis). Plus tard, il est sous-diacre, diacre puis prêtre. En 1639, il devient métropolite de l’île de Chios.
Le 26 juillet 1656, il est élu patriarche de Constantinople. Il trouve le Patriarcat œcuménique en grandes difficultés financières et il recherche l’assistance de la Russie orthodoxe. Malheureusement, son courrier de demande d’aide est intercepté par les Tatars du khanat de Crimée, vassaux des Ottomans, et envoyé à la cour du sultan Mehmed IV.
Le grand vizir Mehmet Köprülü interprète un passage de la lettre du patriarche comme un appel à l’invasion de l’Empire ottoman par les cosaques. Il fait arrêter le patriarche et l’accuse de haute trahison. Malgré les protestations d’innocence de Parthénios III et devant son refus final de se convertir à l’islam pour sauver sa vie, il est condamné à mort et pendu le 24 mars 1657 à Parmak Kapi.